# Play (album, Moby)
Play je páté studiové album amerického hudebníka Mobyho. Vydáno bylo v květnu roku 1999. Moby jej nahrál ve svém bytě v newyorské čtvrti Little Italy. Jde o hudebníkovo nejúspěšnější album, kterému se dostalo velmi pozitivního přijetí od kritiků. Časopis Rolling Stone jej zařadil na 341. příčku žebříčku 500 nejlepších alb všech dob. Rovněž bylo nominováno na Cenu Grammy a v mnoha zemích se stalo platinovým. Deska obsahuje hity jako „Honey“, „Bodyrock“, „Why Does My Heart Feel So Bad?“, „Natural Blues“, „Porcelain“ a „South Side“. Několik písní obsahuje samply písní sebraných Alanem Lomaxem, naopak „Bodyrock“ obsahuje sampl hiphopové nahrávky.

## Seznam skladeb
| Pořadí | Název                          | Délka |
| ------ | ------------------------------ | ----- |
| 1.     | Honey                          | 3:27  |
| 2.     | Find My Baby                   | 3:58  |
| 3.     | Porcelain                      | 4:01  |
| 4.     | Why Does My Heart Feel So Bad? | 4:23  |
| 5.     | South Side                     | 2:58  |
| 6.     | Rushing                        | 2:58  |
| 7.     | Bodyrock                       | 3:34  |
| 8.     | Natural Blues                  | 4:12  |
| 9.     | Machete                        | 3:36  |
| 10.    | 7                              | 1:00  |
| 11.    | Run On                         | 3:44  |
| 12.    | Down Slow                      | 1:32  |
| 13.    | If Things Were Perfect         | 4:16  |
| 14.    | Everloving                     | 3:24  |
| 15.    | Inside                         | 4:46  |
| 16.    | Guitar Flute & String          | 2:07  |
| 17.    | The Sky Is Broken              | 4:16  |
| 18.    | My Weakness                    | 3:37  |

## Obsazení
- Moby – inženýr, mixing, produkce, skladatel, nástroje, zpěv
- Pilar Basso – zpěv v „Porcelain“
- Mario Caldato Jr. – mixing „Honey“
- Nikki D – zpěv v „Bodyrock“
- Corinne Day – fotografie
- Graeme Durham – mastering
- I Monster – mixing „Natural Blues“
- Reggie Matthews – zpěv v „If Things Were Perfect“
- The Shining Light Gospel Choir – zpěv v „Why Does My Heart Feel So Bad?“
- Ysabel Zu Innhausen Und Knyphausen – design obalu